# Emil Julius Gumbel
Emil Julius Gumbel (Monaco di Baviera, 18 luglio 1891 – New York, 10 settembre 1966) è stato uno statistico e pubblicista tedesco.
Per motivi politici va in esilio in Francia e poi, nel 1940, in seguito all'invasione tedesca, emigra negli Stati Uniti. Negli anni cinquanta e sessanta torna per alcune lezioni in Germania.
Nell'ambito della statistica è noto per aver fondato la teoria dei valori estremi, nell'ambito della quale descrisse la variabile casuale che porta il suo nome.
Fu un pacifista, socialista e oppositore al regime nazista. È citato da Albert Einstein nel saggio filosofico "Come io vedo il mondo".

## Opere
- Vier Jahre Lüge. Berlino: Verlag Neues Vaterland, 1919.
- Vier Jahre politischer Mord. Berlino: Malik Verlag, 1922.
- Vier Jahre politischer Mord, Berlino-Fichtenau, Verlag der neuen Gesellschaft, 1922.
- (a cura) Die Denkschrift des Reichsjustizministers über „Vier Jahre politischer Mord“. Malik Verlag, Berlino 1924.
- Verschwörer - Beiträge zur Geschichte und Soziologie der deutschen nationalistischen Geheimbünde seit 1918. Malik Verlag, Vienna 1924.
- Vom Rußland der Gegenwart. Berlino: E. Laubsche Verlagsbuchhandlung, 1927 (con introduzione di A. Einstein); ripubblicato in A. Vogt (curatore, 1991), pagg. 82-164.
- Verräter verfallen der Feme. Berlino: Malik Verlag, 1929.
- "Lasst Köpfe rollen". Faschistische Morde 1924-1931. Berlino: Verlag Deutsche Liga für Menschenrechte, 1931; ripubblicato in A. Vogt (curatore, 1991), pagg. 48-80.
- Statistics of Extremes. Columbia University Press, New York 1958.
- Vom Fememord zur Reichskanzlei. Verlag Lambert Schneider, Heidelberg, 1962.